# 高新区南站
高新区南站是徐州地铁3号线的地铁站，位于中华人民共和国江苏省徐州市铜山区银山路与漓江路交叉口，于2021年6月28日开通。本站曾为3号线南端终点站。

## 车站结构
高新区南站沿银山路南北设置，为地下一层侧式站台车站，车站长211.7米，标准段宽53.5米，车站地下一层为站厅层及站台层，地下二层设有换向通道，站台设置全高站台门。车站北侧设有一条单渡线，南侧设有交叉渡线，车站作为3号线南端终点站期间，列车使用交叉渡线站后折返。
| 地面                         | 出入口     | 1、2、3、4出入口 |
| 地下一层                     | 站厅及站台 | \| 客服中心、自动售票机、验票机 \| \| \| \| 側式 · 開右邊车门 \| \| \| \| \| \| █ 3号线往振兴大道（钱江路） \| \| \| \| █ 3号线往银山（終點站） \| \| 側式 · 開右邊车门 \| \| \| \| 客服中心、自动售票机、验票机 \| \| \| |
| 地下二层                     | 通道       | 换向通道 |
| 客服中心、自动售票机、验票机 |            | |
| 側式 · 開右邊车门            |            | |
|                              |            | █ 3号线往振兴大道（钱江路） |
|                              |            | █ 3号线往银山（終點站） |
| 側式 · 開右邊车门            |            | |
| 客服中心、自动售票机、验票机 |            | |

## 车站出口
高新区南站共设4个出入口，各出口及周围设施如下所示：
| 出口编号            | 照片 | 出口指示       | 建议前往的目的地                   |
| ------------------- | ---- | -------------- | ---------------------------------- |
| 1 · 出口 · （设有） |      | 银山路（西侧） |                                    |
| 2 · 出口            |      | 银山路（西侧） | 银城致享城                         |
| 3 · 出口 · （设有） |      | 漓江路（南侧） | 中国安全谷，徐州国家安全科技产业园 |
| 4 · 出口            |      | 漓江路（北侧） | 千禧城                             |
| 图例： 设有         |      |                |                                    |

## 接驳交通

### 公交车
- 高新区南地铁站：707路

## 车站历史
本站工程名为创业园站，正式站名为高新区南站，以车站所处的徐州高新区南部命名。
- 2019年11月21日，车站主体结构封顶[2]。
- 2021年6月28日，车站随3号线一期通车开通[1]，为南端终点站。
- 2024年12月3日，3号线二期开通，车站不再为日常运营终点站[4]。